# Červený kal

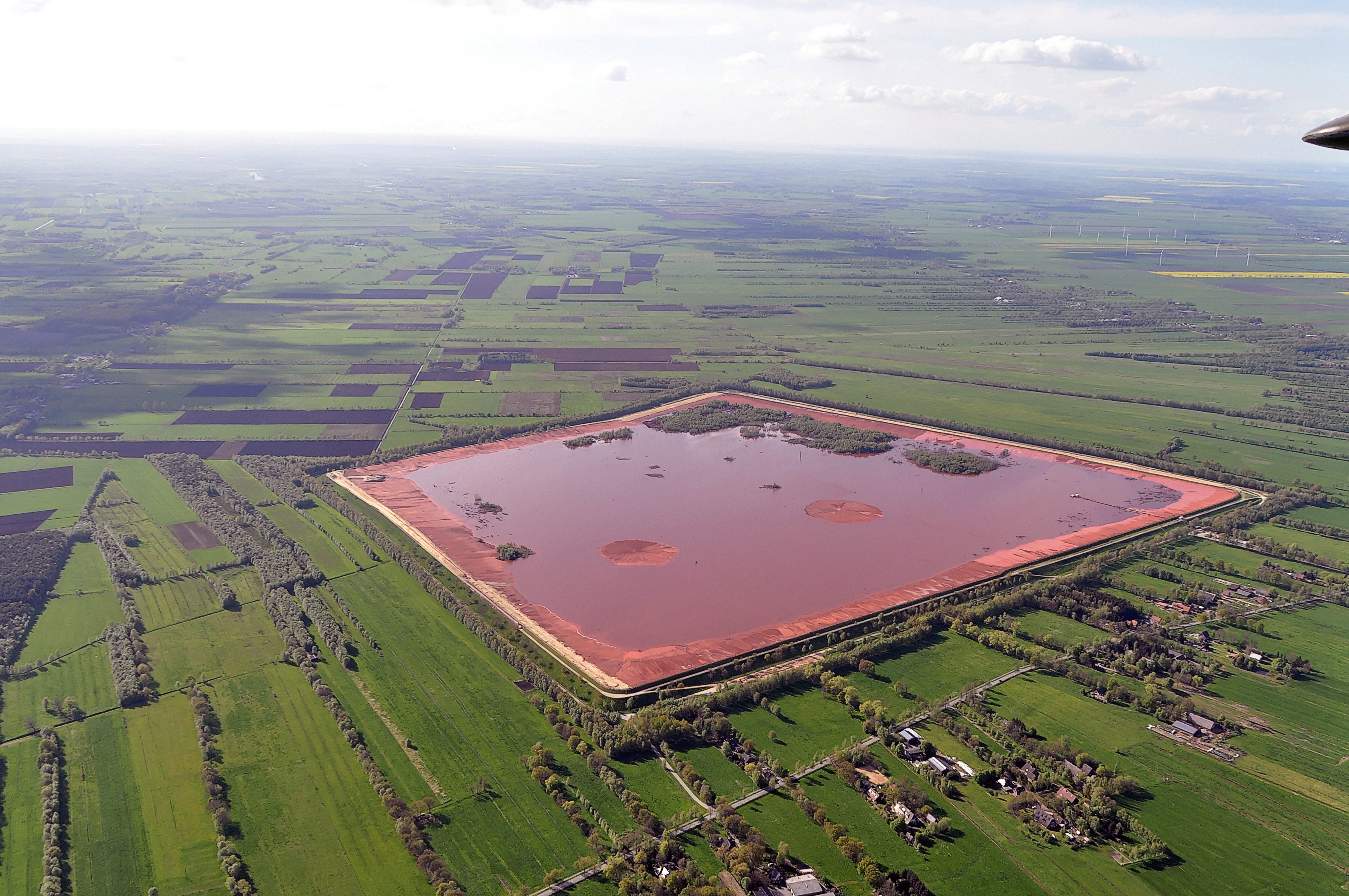
Pohled na nádrž s červeným kalem v severním Německu

Červený kal či červené bahno je silně zásaditý odpadní produkt vznikající při výrobě hliníku Bayerovým zásaditým pochodem. Vzniká tak, že se z rozdrceného bauxitu pomocí vodného roztoku hydroxidu sodného louhuje hydroxid hlinitý Al(OH)3. Charakteristická červená barva vzniká následkem přítomnosti hydroxidů železa. Červený kal kromě vody a hydroxidu sodného obsahuje sloučeniny křemíku, titanu a železa. Na jednu tunu vyrobeného hliníku vzniká podle kvality suroviny od 1,6 t červeného kalu u tropického bauxitu až po 3,7 t u některých evropských bauxitů.
Silně zásaditý kal se původně pouze deponoval nebo vypouštěl do řek, což vedlo ke značným škodám na životním prostředí. Nyní se obvykle ukládá v odkalištích, dokud se pevná složka neusadí, a louh se pak používá znovu. Zbytek se buď zahrne pískem a zeminou, nebo v poslední době i dále používá jako plnivo při stavbě silnic nebo jako surovina pro výrobu keramiky.
Havárie hliníkárny u Ajky v Maďarsku, kde následkem protržení hráze z odkaliště 4. října 2010 uniklo velké množství červeného kalu, patří mezi největší ekologické katastrofy v dějinách Evropy.